# Ptolomeo I
Ptolomeo I Sóter (en griego: Πτολεμαίος Σωτήρ, «El Salvador»; c. 367 a. C.-282 a. C.) fue un general grecomacedonio al servicio de Alejandro Magno y uno de los tres diádocos que se disputaron el control de su extenso imperio. Ptolomeo se convirtió en gobernante de Egipto en el 323 a. C. y allí inició la Dinastía ptolemaica, también conocida como Lágida, que controló el país del Nilo en los siguientes tres siglos. Egipto se convirtió así en un reino helenístico y la ciudad de Alejandría en uno de los centros de la cultura griega. Asimiló algunos aspectos de la cultura egipcia y se coronó como faraón en 305 a. C., aunque este título tan solo lo usaba ante los ciudadanos egipcios, mientras que para los extranjeros se presentaba como basileus, tal y como se puede comprobar en las monedas que se acuñaron bajo su mandato.
Ptolomeo I era hijo de Arsínoe de Macedonia, mientras que su padre pudo ser el marido de esta, Lagos, o el rey Filipo II de Macedonia, padre de Alejandro magno. Ptolomeo fue uno de los generales de mayor confianza de Alejandro y estaba entre los siete Somatophylakes, guardaespaldas, que lo protegían. Era algunos años mayor que Alejandro y fue su amigo íntimo desde la infancia.

## Junto a Alejandro Magno
Nació en Macedonia. Su padre, Lagos, era un noble del distrito (meride) de Eordacea cuya familia no alcanzó notoriedad hasta los tiempos de Ptolomeo. Su madre, de nombre Arsínoe, estaba emparentada con la dinastía argéada. Existían rumores que lo hacían hijo ilegítimo de Filipo, hermanastro de Alejandro, pero este rumor pudo haber sido difundido por el propio Ptolomeo con el fin de acrecentar su propio prestigio.
Es probable que creciera en la corte macedonia como escudero del príncipe Alejandro Magno, y que así se iniciara la amistad que siempre tuvo con él, pues fue uno de los compañeros que marcharon junto al joven heredero en su breve exilio de 337 a. C.
Tras la muerte del rey Filipo II y la consiguiente coronación de su hijo Alejandro, Ptolomeo participó como hetairos en las campañas europeas de 336-335 del nuevo monarca. En 330 fue elegido como uno de sus guardaespaldas personales (somatophylax) y mientras desempeñaba este cargo capturó, el año siguiente, a Bessos, el asesino de Darío III de Persia. En la conquista de Asia se distinguió durante el avance desde Bactria hasta el Indo (327-325), y por ello fue ascendido a comandante (trierarchos) de la flota macedonia en el río Hydaspes (hoy Jhelum). Fue condecorado en multitud de ocasiones por Alejandro, quien además le casó con una noble persa llamada Artacama (hija del sátrapa Artabazo II), al igual que hizo con el resto de sus altos oficiales, festejándose conjuntamente todos los matrimonios en Susa en 324 a. C.

## Gobernador de Egipto
En 323 a. C., tras la muerte de Alejandro, Pérdicas, uno de sus generales y hombre de confianza, actuando como regente provisional, nombró a Ptolomeo gobernador de Egipto y Libia. Tuvo como adjunto a Cleómenes de Naucratis, un funcionario griego ya designado por Alejandro, y gobernante de facto hasta ese momento, debido a su potestad para imponer y recaudar tributos en todos los nomos.
Cuando Pérdicas intentó contraer matrimonio con Cleopatra, la hermana de Alejandro, los diádocos Antípatro, Crátero, Antígono y Ptolomeo, temiendo que su intención fuera proclamarse heredero del Imperio, se rebelaron contra él en la llamada primera guerra de los Diádocos (322 - 320 a. C.), a la que siguieron tres más (319 - 315, 314 - 311 y 308 - 301).
Ptolomeo comprendió enseguida, al contrario que sus rivales, que hacerse con todo el Imperio era imposible, y se concentró en consolidar y asegurar los territorios que ya tenía bajo su mando como sátrapa. Desde el primer momento llevó a cabo una política muy personal, extendiendo su influencia sobre la Cirenaica, los oasis libios y Chipre. Teniendo en cuenta la costumbre de los reyes macedonios de afirmarse en el poder enterrando a sus antecesores, Ptolomeo privó de ese golpe psicológico a Pérdicas al inhumar el cuerpo de Alejandro (en teoría temporalmente) en Menfis.
Acusándole de espiar en favor de Pérdicas, asesinó a Cleómenes, eliminando así el único freno a su autoridad en Egipto y apoderándose de una cuantiosa recaudación. Pérdicas invadió Egipto pero después fue derrotado estrepitosamente (321 a. C.) por Ptolomeo y asesinado por tres de sus propios generales. El nuevo regente, Antípatro, confirmó más tarde a Ptolomeo en Egipto en el segundo reparto del Imperio (320 a. C.). En el mismo año aumentó sus posesiones tomando Jerusalén.
Antípatro quiso aliarse con Antígono y Ptolomeo. Casó a su hija Eurídice con este último, pero murió poco tiempo después (319 a. C.). Le sucedió como regente su hijo Casandro, pero el ejército se opuso a él eligiendo a Poliperconte. En el transcurso de la guerra entre ambos morirían asesinados Filipo Arrideo y Olimpia de Epiro, madre de Alejandro Magno (317 a. C.).
Tras la tercera guerra de los diádocos (314 - 311 a. C.) Ptolomeo perdió Siria y Cirene.
En 310 a. C. Casandro asesina a Roxana y a su hijo Alejandro IV, por lo que el Imperio ya no tiene ningún soberano titular. Ningún diádoco se proclamó rey de inmediato, pero Ptolomeo y Antígono intentaron atraerse a las ciudades griegas. En 306 a. C. ambos rivales se enfrentaron en las islas griegas, siendo derrotada la flota de Ptolomeo. El mismo año Antígono se proclamó rey junto a su hijo Demetrio Poliorcetes, y a partir de entonces los demás diádocos fueron sucesivamente haciendo lo mismo.

## Faraón

Territorio de Egipto en la época de Ptolomeo I

En 305 a. C. Ptolomeo se declaró gobernante independiente, nombrándose a sí mismo rey de Egipto, estableciendo así la denominada dinastía Ptolemaica, del Periodo Helenístico.

### Política exterior
Inmediatamente hubo de hacer frente, con éxito, a un ataque de Antígono y Demetrio. Además acudió a socorrer a los defensores de la aliada isla de Rodas, que estaba siendo sitiada por Demetrio, y obligó a este a retirarse. En señal de agradecimiento, los isleños le dieron el título de Sóter ("salvador"). Sin embargo, Antígono y su hijo triunfaron en Macedonia y Grecia expulsando a Casandro. Esto propició que todos los diádocos se unieran contra ellos y los derrotaran (muriendo Antígono) finalmente en la batalla de Ipso (301 a. C.). En el posterior (tercer y último) reparto del Imperio, Ptolomeo incorporó el sur de Siria a su reino egipcio.
Ptolomeo decidió a continuación consolidar y expandir sus dominios mediante alianzas matrimoniales que garantizaran la paz con potenciales enemigos. Así, casó a su hija Arsínoe II con Lisímaco de Tracia (299/298); a su hijastra Teoxena con Agatocles de Siracusa (299/298); a su hija Antígona con Pirro de Epiro (297); y a Ptolemais (otra hija) con Demetrio Poliorcetes (296). Esto se completaba con la extinción de la rebelión en Chipre en 298 y el control de las ciudades de Tiro y Sidón (en la costa fenicia) en torno a 294.
En la última guerra en la que participó (288-286 a. C.), Ptolomeo se alió con Seleuco, Lisímaco y Pirro para liberar a las polis griegas de la ocupación macedonia de Demetrio Poliorcetes. La flota egipcia fue decisiva en la toma de Atenas. Al acabar el conflicto el faraón había logrado un protectorado sobre numerosas islas griegas del Egeo, lo cual sería de suma importancia para la hegemonía naval que ejerció Egipto en el Mediterráneo oriental durante las siguientes décadas.

### Política interior
Durante el reinado de los primeros Lágidas se introdujo en Egipto un sistema de transacciones económicas basado en la moneda. A la vez, la moneda fue usada desde Ptolomeo I como un medio de propaganda con la pretensión de legitimar su reinado sobre el territorio.

#### Régimen autocrático y medidas conciliadoras
Lo cierto es que el faraón se preocupó por asegurar la estabilidad interna de Egipto, combinando medidas para fijar un régimen autocrático con otras para contentar a sus súbditos griegos, judíos y egipcios, y en el caso de estos últimos sin romper radicalmente con sus costumbres milenarias. Todo ello teniendo presente que los ámbitos político, social, económico y religioso estaban estrechamente relacionados. Cabe citar, por ejemplo, como medidas conciliadoras con los nativos, el inicio en Menfis del culto sincrético a Serapis, la restauración de templos destruidos por los persas, la realización de ofrendas a los dioses egipcios y el mecenazgo del clero.

#### División social
Con Ptolomeo I comienza en el país la división social que se mantendrá, en lo fundamental, hasta el final de la dinastía: greco-macedonios, egipcios y judíos (éstos en menor número). Los primeros formaban la columna vertebral del sistema, pues ocupaban puestos de alta responsabilidad en la administración y el ejército. A los soldados retirados les eran concedidas parcelas de tierra para su explotación. El resto de greco-macedonios se concentraba fundamentalmente en Alejandría. Entre los egipcios hay que distinguir dos grupos: por una parte, los privilegiados, es decir, sacerdotes, terratenientes y funcionarios; por otra, una gran masa trabajadora (sobre todo agrícola), que a pesar de tener condición de hombres libres (los esclavos solo podían ser extranjeros) sufrían a menudo las consecuencias de las exigencias económicas del Estado. En cuanto a los judíos, además de los radicados en Judea, hay que contar con los que desde allá emigraron y se establecieron en Alejandría, atraídos por el clima de tolerancia religiosa y social propiciado desde los tiempos del primer Ptolomeo.

#### Alejandría
La ciudad de Alejandría, que había sido fundada por Alejandro Magno en el año 332 a. C., fue la capital del nuevo reino egipcio. Sin embargo, su estatus político, característico de ciudad griega, era autónomo y Alejandría se consideró siempre jurídicamente, desde Ptolomeo I, parte yuxtapuesta, no integrante, del reino de Egipto. Esta urbe comenzó a ser con el nuevo faraón una de las ciudades más importantes del Mediterráneo, condición que mantuvo durante toda la dinastía. Económicamente, como puerto de primer orden en las rutas marítimas mercantiles. Además, y bajo el patronazgo (iniciado por Ptolomeo I) de los Lágidas, se convirtió en uno de los mayores núcleos científicos y culturales del Mundo Antiguo.

#### Apoyo a las ciencias y artes
Ptolomeo llevó la tradición griega del mecenazgo literario a otro nivel. Muchas ciudades griegas tenían un Μουσεῖον (Mouseīon), un santuario para las Musas, que a veces funcionaba como centro literario. Alrededor de 300  a. C., Ptolomeo instaló en Alejandría su propio Μουσεῖον (de ahí nuestra palabra museo). Pero creó un estilo nuevo de museo que puede ser leído como una universidad de académicos y científicos con sueldo real que se dedicaba tanto a la enseñanza como a la investigación. En él, personajes como Euclides, pudieron desarrollar su trabajo. Justamente como un anexo a este Museo, es donde se fundó la famosa Biblioteca de Alejandría, no hay certeza de que haya sido fundada por Ptolomeo I, pero es probable que sí, y que luego haya sido expandida por su hijo Ptolomeo II Filadelfo.

## Familia
Ptolomeo I tuvo tres esposas:

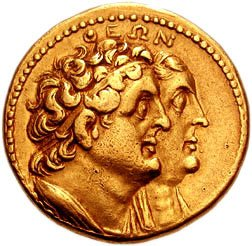
Ptolomeo y Berenice. Octodracma.

- Artacama, hija del sátrapa Artabazo II, un nieto del rey Artajerjes II.
- Eurídice, con la que tuvo a su primogénito llamado Ptolomeo Cerauno "el rayo".
- Berenice, con la que tuvo a su segundo hijo, llamado también Ptolomeo, que llegaría a reinar con el nombre de Ptolomeo II Filadelfo. Esta segunda esposa influyó en su marido en gran medida para que exiliara a su primer hijo Ptolomeo Cerauno.
- Es posible que también contrajera matrimonio con Tais, una bella cortesana (hetaira) ateniense con la que tuvo tres hijos.

En el año 285 a. C., cuando tenía 82 años, Ptolomeo abdicó a favor de su hijo más joven: Ptolomeo Filadelfo. Ptolomeo Cerauno, el mayor, marchó a la corte de Lisímaco de Tracia, luego a la corte de Seleuco y más tarde se convirtió en rey de Macedonia.
Murió dos años después, siendo el único de los diádocos que falleció de muerte natural: los demás fueron asesinados.

## Testimonios de su época
Ptolomeo escribió un libro narrando las campañas de Alejandro Magno. Aunque perdido, se conocen muchos datos de la obra debido a las constantes referencias que de ella hizo el historiador Flavio Arriano.

### Edificaciones
- Puerta en Tanis (Arnold 1999:155)
- Templo para Hathor-Thermutis en Terenutis (Tarraneh) (Arnold 1999:155)
- Templo de estilo egipcio en Naucratis (Arnold 1999:155)
- Templo para Sobeknebtunis en Tebtynis (Arnold 1999:155)
- Templo en Sharuna (Arnold 1999:156)
- Dos capillas, ahora en Hildesheim (Derchain 1961)

## Titulatura
- Nombre de Horus: Uerpehty nesuqeni
- Nombre de Nebty: Ichiemsejem<ef>em heqachel
- Nombre de Hor-Nub: (desconocido)

| Titulatura | Jeroglífico | Transliteración (transcripción) - traducción - (referencias) |

| C2 · C12 · N36 | U21 · N35 |

| C2 · C12 · N36 | U21 · N35 |

| C2 · C12 · N36 | U21 · N35 |

| C2 · C12 · N36 | U21 · N35 |

| C2 · C12 · N36 | U21 · N35 |

| C2 · C12 · N36 | U21 · N35 |

| C2 · C12 · N36 | U21 · N35 |

| C2 · C12 · N36 | U21 · N35 |

| C2 · C12 · N36 | U21 · N35 |

| C2 · C12 · N36 | U21 · N35 |

| C2 · C12 · N36 | U21 · N35 |

| C2 · C12 · N36 | U21 · N35 |

| C2 · C12 · N36 | U21 · N35 |

| C2 · C12 · N36 | U21 · N35 |

| C2 · C12 · N36 | U21 · N35 |

| C2 · C12 · N36 | U21 · N35 |

| C2 | C12 | L1 | D28 | U21 · N35 |

| C2 | C12 | L1 | D28 | U21 · N35 |

| C2 | C12 | L1 | D28 | U21 · N35 |

| C2 | C12 | L1 | D28 | U21 · N35 |

| C2 | C12 | L1 | D28 | U21 · N35 |

| C2 | C12 | L1 | D28 | U21 · N35 |

| C2 | C12 | L1 | D28 | U21 · N35 |

| C2 | C12 | L1 | D28 | U21 · N35 |

| C2 | C12 | L1 | D28 | U21 · N35 |

| C2 | C12 | L1 | D28 | U21 · N35 |

| C2 | C12 | L1 | D28 | U21 · N35 |

| C2 | C12 | L1 | D28 | U21 · N35 |

| C2 | C12 | L1 | D28 | U21 · N35 |

| C2 | C12 | L1 | D28 | U21 · N35 |

| C2 | C12 | L1 | D28 | U21 · N35 |

| C2 | C12 | L1 | D28 | U21 · N35 |

| Q3 · X1 | V4 | E23 · Aa15 | M17 | M17 | S29 |

| Q3 · X1 | V4 | E23 · Aa15 | M17 | M17 | S29 |

| Q3 · X1 | V4 | E23 · Aa15 | M17 | M17 | S29 |

| Q3 · X1 | V4 | E23 · Aa15 | M17 | M17 | S29 |

| Q3 · X1 | V4 | E23 · Aa15 | M17 | M17 | S29 |

| Q3 · X1 | V4 | E23 · Aa15 | M17 | M17 | S29 |

| Q3 · X1 | V4 | E23 · Aa15 | M17 | M17 | S29 |

| Q3 · X1 | V4 | E23 · Aa15 | M17 | M17 | S29 |

| Q3 · X1 | V4 | E23 · Aa15 | M17 | M17 | S29 |

| Q3 · X1 | V4 | E23 · Aa15 | M17 | M17 | S29 |

| Q3 · X1 | V4 | E23 · Aa15 | M17 | M17 | S29 |

| Q3 · X1 | V4 | E23 · Aa15 | M17 | M17 | S29 |

| Q3 · X1 | V4 | E23 · Aa15 | M17 | M17 | S29 |

| Q3 · X1 | V4 | E23 · Aa15 | M17 | M17 | S29 |

| Q3 · X1 | V4 | E23 · Aa15 | M17 | M17 | S29 |

| Q3 · X1 | V4 | E23 · Aa15 | M17 | M17 | S29 |

## Sucesión
| Predecesor: Alejandro IV de Macedonia | Faraón de Egipto (Dinastía Ptolemaica) 305 - 285 a. C. | Sucesor: Ptolomeo II Filadelfo |